# Station Chaumont
Station Chaumont is een spoorwegstation in de Franse stad Chaumont.